# Арсеньєв Кирило Юрійович
Кири́ло Ю́рійович Арсе́ньєв (16??—16??) — дворянин і воєвода Московії, геолог та архітектор. Учасник будівництва Сумської фортеці у 17 столітті.

## Біографія
Арсеньєв здобуви добру освіту, розбирався в гірській справі (геології), металургії, архітектурі, будівництві і військовій справі. Після звільнення Московії від Польщі був приписаний до тульського дворянства (1622), служив на початку своєї кар'єри патріаршим стольником.
У лютому 1633 року Кирило Арсеньєв у складі посланої князем Михайлом Романовим колоніальної експедиції в Соль Камську (Солікамськ), яка відбувалася на території народу комі під керівництвом Василя Стрешнева. Ідентифікують багаті поклади мідної руди, ігноруючи її належність корінному населенню.
У 1646–1647 роках Арсеньєв відправлений воєводою до Серпухова керувати ремонтом кріпосних укріпленнь. А з 1649 року по 1652-й він вже воєвода міста Хотмижськ, де 1650 за власним проектом перебудовує Хотмизьку фортецю, невдало зведену всього за десять років до цього. Сам контролює заготовлення лісу, керує проектними і будівельними роботами, укріплює артилерію і озброює стрільців і козаків. А потім займається «латанням дірок» Білгородської межі.
Після — воєводство в Яблонові і Усерді (Стрілецька слобода Бірюченського повіту Воронезької губернії), де з 1652 по 1654 рік він проводив насильну мобілізацію до московського війська ерзянського та мокшанського населення, яке мало воювати проти сюзерена Московії — Кримського ханату.
1 липня 1656 року українські козаки перетворили Сумину слободу, що існувала тут з 1652 року, в місто Сумин (надалі місто Суми), і почали будівництво фортеці. Будівництво велося у 1656–1658 роках, тож у цей час до справи приєднався Арсеньєв.

Будучи непоганим як для Московії містобудівником, він допоміг спроектувати фортечні стіни і башти Сумської фортеці, вали і рів, таємний хід і порохові льохи, багато інших фортифікаційних і господарських споруд, які вправно конструювали українські майстри. Він брав участь у створенні проектів першої в Сумах соборної Спасо-Преображенської церкви і Миколаївської церкви.

У 1660 році йому наказали провести перший у Сумах перепис населення, який дав змогу московській владі організувати побори з місцевих козаків.

З 12 травня 1662 року по 31 серпня 1666-го займався пошуком срібла в Кадомському повіті недалеко від Тули.

## Особа Кирила Арсеньєва у сучасному світі
У XXI столітті особу Арсеньєва намагаються використовувати промосковські політики міста Сум. Основа ідея — приписати царському холопу Арсеньєву всі заслуги в будівництві міста, применшвиши значення діяльності українського населення.